# Gollrad (Gemeinde Mariazell)
Gollrad ist eine Ortschaft in der Stadtgemeinde Mariazell.
In Gollrad wurde vermutlich schon von den Kelten Eisenerz abgebaut. Urkundlich scheint der Bergbau in der Gegend um Mariazell bereits 1025 auf. Im Jahr 1342 erteilte Herzog Albrecht  II. und 1459 erteilte Kaiser Friedrich III. dem Stift St. Lambrecht bzw. dem Stift Mariazell, das bereits davor die Rechte über den Erzabbau in Gollrad erhalten hatte, die Konzession, vier Schmelzöfen zu betreiben, die laut einer Kaufurkunde aus dem Jahr 1462 in der Gollrad standen. Das hier ausgeschmolzene Roheisen wurde zumeist in den Hammerwerken der Umgebung weiterverarbeitet. Erst 1896 kamen der Bergbau und das Gusswerk in Gollrad zum Erliegen.

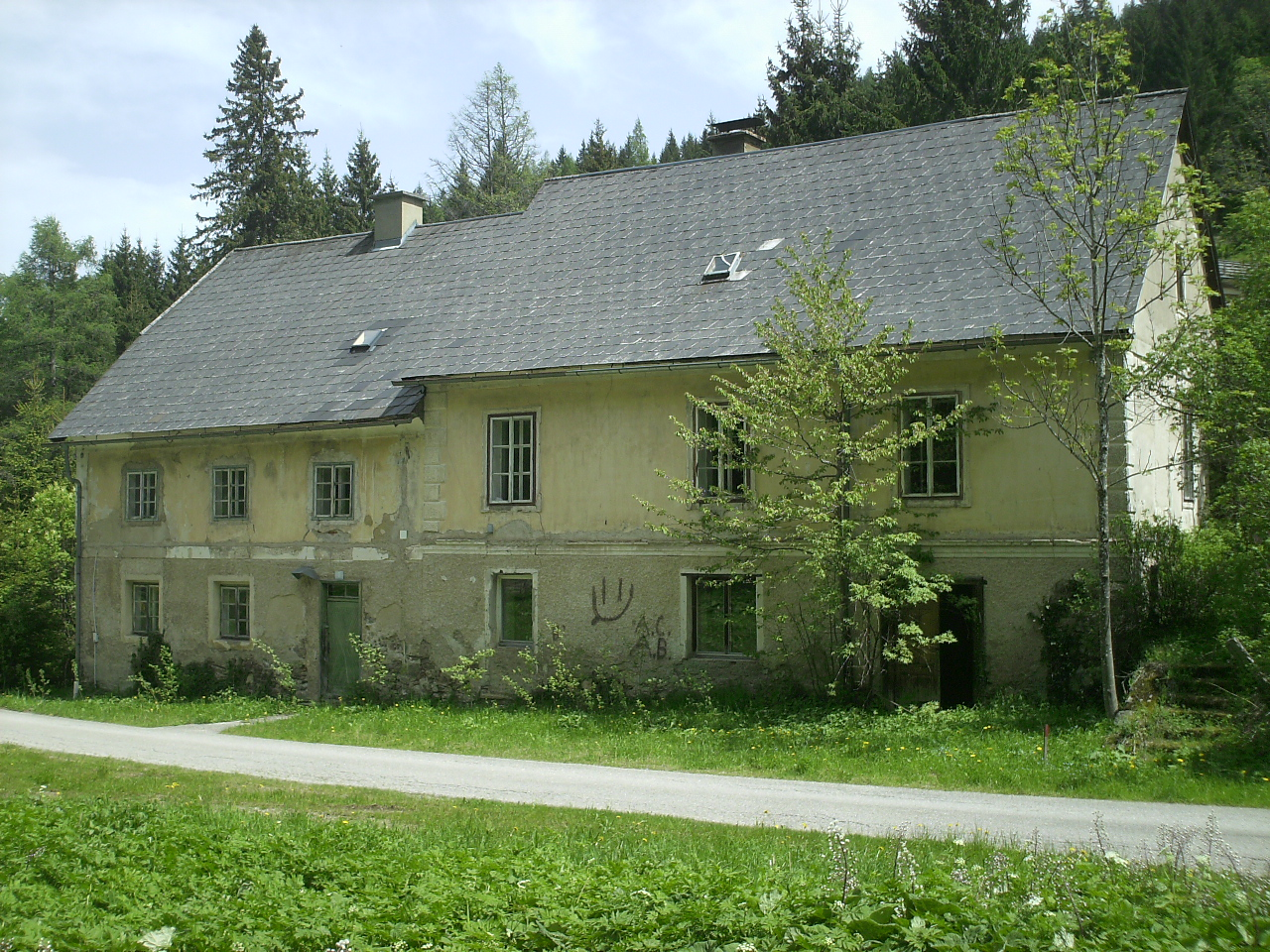
Gewerkschaftshaus in Knappengraben

Parallel zur ursprünglichen Ortschaft Gollrad, die an der Mariazeller Straße liegt, entwickelte sich im Tal eine Knappensiedlung namens Knappengraben. Darauf ist auch die Lage der Filialkirche Gollrad zurückzuführen, die sich etwas außerhalb des Ortskerns befindet.